# Comunidad de aglomeración del País Vasco
La Comunidad de aglomeración del País Vasco (en francés: Communauté d'agglomération Pays Basque; en euskera: Euskal Hirigune Elkargoa; en gascón: Comunautat d'Aglomeracion Pais Basco) es un organismo público de cooperación interdepartamental (EPCI) situado en el departamento de los Pirineos Atlánticos, de la región de Nueva Aquitania, en Francia.

## Historia
Fue creada el 1 de enero de 2017 con la fusión de las diez mancomunidades siguientes:
- Comunidad de aglomeración Costa Vasca-Adour
- Comunidad de aglomeración País Vasco-Sur
- Comunidad de comunas de Amikuze
- Comunidad de comunas de Iholdi-Ostibarre
- Comunidad de comunas de Garazi-Baigorri
- Comunidad de comunas de Soule-Xiberoa
- Comunidad de comunas del País de Hasparren
- Comunidad de comunas del País de Bidache
- Comunidad de comunas Errobi
- Comunidad de comunas Nive-Adour

## Nombre
Debe su nombre a que 157 de las 158 comunas que la integran pertenecen a la región histórica del País Vasco Francés. La otra comuna pertenece al territorio histórico del Bearne.

## Composición
La comunidad de comunas reagrupa 158 comunas:
| Comuna                          | Código INSEE | Cantón                               | Población (2014) | Superficie (km²) | Densidad (hab./km²) | Territorio histórico |
| ------------------------------- | ------------ | ------------------------------------ | ---------------- | ---------------- | ------------------- | -------------------- |
| Ahaxe-Alciette-Bascassan        | 64008        | Montaña Vasca                        | 279              | 14.64            | 19                  | Baja Navarra         |
| Ahetze                          | 64009        | Ustaritz-Valles de Nive y Nivelle    | 1982             | 10.56            | 188                 | Lapurdi              |
| Aïcirits-Camou-Suhast           | 64010        | País de Bidache, Amikuze y Ostibarre | 671              | 9.50             | 71                  | Baja Navarra         |
| Aincille                        | 64011        | Montaña Vasca                        | 118              | 6.26             | 19                  | Baja Navarra         |
| Ainharp                         | 64012        | Montaña Vasca                        | 140              | 14.7             | 10                  | Zuberoa              |
| Ainhice-Mongelos                | 64013        | Montaña Vasca                        | 166              | 10.30            | 16                  | Baja Navarra         |
| Ainhoa                          | 64014        | Ustaritz-Valles de Nive y Nivelle    | 664              | 16.19            | 41                  | Lapurdi              |
| Alçay-Alçabéhéty-Sunharette     | 64015        | Montaña Vasca                        | 227              | 34.40            | 6                   | Zuberoa              |
| Aldudes                         | 64016        | Montaña Vasca                        | 313              | 23.27            | 13                  | Baja Navarra         |
| Alos-Sibas-Abense               | 64017        | Montaña Vasca                        | 308              | 5.78             | 53                  | Zuberoa              |
| Amendeuix-Oneix                 | 64018        | País de Bidache, Amikuze y Ostibarre | 448              | 7.66             | 58                  | Baja Navarra         |
| Amorots-Succos                  | 64019        | País de Bidache, Amikuze y Ostibarre | 240              | 15.20            | 16                  | Baja Navarra         |
| Anglet                          | 64024        | Anglet Bayona-1                      | 38633            | 26.93            | 1435                | Lapurdi              |
| Anhaux                          | 64026        | Montaña Vasca                        | 385              | 12.33            | 31                  | Baja Navarra         |
| Arancou                         | 64041        | País de Bidache, Amikuze y Ostibarre | 145              | 5.30             | 27                  | Baja Navarra         |
| Arbérats-Sillègue               | 64034        | País de Bidache, Amikuze y Ostibarre | 281              | 5.29             | 53                  | Baja Navarra         |
| Arbonne                         | 64035        | Ustaritz-Valles de Nive y Nivelle    | 2116             | 10.59            | 200                 | Lapurdi              |
| Arbouet-Sussaute                | 64036        | País de Bidache, Amikuze y Ostibarre | 303              | 14.55            | 21                  | Baja Navarra         |
| Arcangues                       | 64038        | Ustaritz-Valles de Nive y Nivelle    | 3143             | 17.47            | 180                 | Lapurdi              |
| Arhansus                        | 64045        | País de Bidache, Amikuze y Ostibarre | 70               | 5.32             | 13                  | Baja Navarra         |
| Armendarits                     | 64046        | País de Bidache, Amikuze y Ostibarre | 403              | 17.27            | 23                  | Baja Navarra         |
| Arnéguy                         | 64047        | Montaña Vasca                        | 232              | 21.21            | 11                  | Baja Navarra         |
| Aroue-Ithorots-Olhaïby          | 64049        | País de Bidache, Amikuze y Ostibarre | 248              | 17.85            | 14                  | Zuberoa              |
| Arrast-Larrebieu                | 64050        | Montaña Vasca                        | 96               | 7.56             | 13                  | Zuberoa              |
| Arraute-Charritte               | 64051        | País de Bidache, Amikuze y Ostibarre | 378              | 22.81            | 17                  | Baja Navarra         |
| Ascain                          | 64065        | Ustaritz-Valles de Nive y Nivelle    | 4250             | 19.27            | 221                 | Lapurdi              |
| Ascarat                         | 64066        | Montaña Vasca                        | 317              | 5.82             | 54                  | Baja Navarra         |
| Aussurucq                       | 64081        | Montaña Vasca                        | 250              | 47.12            | 5                   | Zuberoa              |
| Ayherre                         | 64086        | País de Bidache, Amikuze y Ostibarre | 1020             | 27.65            | 37                  | Baja Navarra         |
| Banca                           | 64092        | Montaña Vasca                        | 331              | 49.60            | 7                   | Baja Navarra         |
| Barcus                          | 64093        | Montaña Vasca                        | 665              | 46.93            | 14                  | Zuberoa              |
| Bardos                          | 64094        | Nive-Adour                           | 1774             | 42.53            | 42                  | Lapurdi              |
| Bassussarry                     | 64100        | Ustaritz-Valles de Nive y Nivelle    | 2627             | 6.51             | 404                 | Lapurdi              |
| Bayona                          | 64102        | Bayona-1 Bayona-2 Bayona-3           | 48178            | 21.68            | 2222                | Lapurdi              |
| Béguios                         | 64105        | País de Bidache, Amikuze y Ostibarre | 246              | 11.26            | 22                  | Baja Navarra         |
| Béhasque-Lapiste                | 64106        | País de Bidache, Amikuze y Ostibarre | 472              | 5.64             | 84                  | Baja Navarra         |
| Béhorléguy                      | 64107        | Montaña Vasca                        | 77               | 20.58            | 4                   | Baja Navarra         |
| Bergouey-Viellenave             | 64113        | País de Bidache, Amikuze y Ostibarre | 122              | 11.37            | 11                  | Baja Navarra         |
| Berrogain-Laruns                | 64115        | Montaña Vasca                        | 168              | 2.68             | 63                  | Zuberoa              |
| Beyrie-sur-Joyeuse              | 64120        | País de Bidache, Amikuze y Ostibarre | 516              | 24.80            | 21                  | Baja Navarra         |
| Biarritz                        | 64122        | Biarritz                             | 24713            | 11.66            | 2119                | Lapurdi              |
| Bidache                         | 64123        | País de Bidache, Amikuze y Ostibarre | 1335             | 30.43            | 44                  | Baja Navarra         |
| Bidarray                        | 64124        | Montaña Vasca                        | 696              | 38.20            | 18                  | Baja Navarra         |
| Bidart                          | 64125        | San Juan de Luz                      | 6586             | 12.15            | 542                 | Lapurdi              |
| Biriatou                        | 64130        | Hendaya-Costa Vasca-Sur              | 1193             | 11.04            | 108                 | Lapurdi              |
| Bonloc                          | 64134        | País de Bidache, Amikuze y Ostibarre | 369              | 1.02             | 362                 | Lapurdi              |
| Boucau                          | 64140        | Bayona-2                             | 7893             | 5.82             | 1356                | Lapurdi              |
| Briscous                        | 64147        | Nive-Adour                           | 2655             | 31.29            | 85                  | Lapurdi              |
| Bunus                           | 64150        | País de Bidache, Amikuze y Ostibarre | 144              | 6.60             | 22                  | Baja Navarra         |
| Bussunarits-Sarrasquette        | 64154        | Montaña Vasca                        | 181              | 12.04            | 15                  | Baja Navarra         |
| Bustince-Iriberry               | 64155        | Montaña Vasca                        | 82               | 5.67             | 14                  | Baja Navarra         |
| Cambo-les-Bains                 | 64160        | Baïgura y Mondarrain                 | 6785             | 22.49            | 302                 | Lapurdi              |
| Came                            | 64161        | País de Bidache, Amikuze y Ostibarre | 904              | 33.90            | 27                  | Baja Navarra         |
| Camou-Cihigue                   | 64162        | Montaña Vasca                        | 95               | 10.08            | 9                   | Zuberoa              |
| Caro                            | 64166        | Montaña Vasca                        | 190              | 4.01             | 47                  | Baja Navarra         |
| Charritte-de-Bas                | 64187        | Montaña Vasca                        | 260              | 7.40             | 35                  | Zuberoa              |
| Chéraute                        | 64188        | Montaña Vasca                        | 1096             | 35.26            | 31                  | Zuberoa              |
| Ciboure                         | 64189        | San Juan de Luz                      | 6630             | 7.44             | 891                 | Lapurdi              |
| Domezain-Berraute               | 64202        | País de Bidache, Amikuze y Ostibarre | 504              | 21.56            | 23                  | Zuberoa              |
| Espeleta                        | 64213        | Baïgura y Mondarrain                 | 2101             | 26.85            | 78                  | Lapurdi              |
| Espès-Undurein                  | 64214        | Montaña Vasca                        | 527              | 9.78             | 54                  | Zuberoa              |
| Estérençuby                     | 64218        | Montaña Vasca                        | 354              | 45.87            | 8                   | Baja Navarra         |
| Etcharry                        | 64221        | País de Bidache, Amikuze y Ostibarre | 120              | 7.43             | 16                  | Zuberoa              |
| Etchebar                        | 64222        | Montaña Vasca                        | 72               | 8.23             | 9                   | Zuberoa              |
| Gabat                           | 64228        | País de Bidache, Amikuze y Ostibarre | 230              | 8.31             | 28                  | Baja Navarra         |
| Gamarthe                        | 64229        | Montaña Vasca                        | 114              | 9.91             | 12                  | Baja Navarra         |
| Garindein                       | 64231        | Montaña Vasca                        | 506              | 6.87             | 74                  | Zuberoa              |
| Garris                          | 64235        | País de Bidache, Amikuze y Ostibarre | 301              | 3.13             | 96                  | Baja Navarra         |
| Gotein-Libarrenx                | 64247        | Montaña Vasca                        | 466              | 11.75            | 40                  | Zuberoa              |
| Guéthary                        | 64249        | San Juan de Luz                      | 1274             | 1.40             | 910                 | Lapurdi              |
| Guiche                          | 64250        | Nive-Adour                           | 942              | 24.85            | 38                  | Lapurdi              |
| Halsou                          | 64255        | Baïgura y Mondarrain                 | 564              | 5.08             | 111                 | Lapurdi              |
| Hasparren                       | 64256        | Baïgura y Mondarrain                 | 6367             | 77.01            | 83                  | Zuberoa              |
| Haux                            | 64258        | Montaña Vasca                        | 83               | 17.01            | 5                   | Lapurdi              |
| Hélette                         | 64259        | País de Bidache, Amikuze y Ostibarre | 727              | 23.45            | 31                  | Baja Navarra         |
| Hendaya                         | 64260        | Hendaya-Costa Vasca-Sur              | 16783            | 7.95             | 2111                | Lapurdi              |
| Hosta                           | 64265        | País de Bidache, Amikuze y Ostibarre | 80               | 17.08            | 5                   | Baja Navarra         |
| Ibarrolle                       | 64267        | País de Bidache, Amikuze y Ostibarre | 90               | 8.87             | 10                  | Baja Navarra         |
| Idaux-Mendy                     | 64268        | Montaña Vasca                        | 256              | 9.67             | 26                  | Zuberoa              |
| Iholdy                          | 64271        | País de Bidache, Amikuze y Ostibarre | 568              | 21.63            | 26                  | Baja Navarra         |
| Ilharre                         | 64272        | País de Bidache, Amikuze y Ostibarre | 148              | 10.55            | 14                  | Baja Navarra         |
| Irissarry                       | 64273        | País de Bidache, Amikuze y Ostibarre | 861              | 26.39            | 33                  | Baja Navarra         |
| Irouléguy                       | 64274        | Montaña Vasca                        | 374              | 9.38             | 40                  | Baja Navarra         |
| Ispoure                         | 64275        | Montaña Vasca                        | 683              | 7.85             | 87                  | Baja Navarra         |
| Isturits                        | 64277        | País de Bidache, Amikuze y Ostibarre | 484              | 13.60            | 36                  | Baja Navarra         |
| Itxassou                        | 64279        | Baïgura y Mondarrain                 | 2059             | 39.37            | 52                  | Lapurdi              |
| Jatxou                          | 64282        | Baïgura y Mondarrain                 | 1126             | 13.95            | 81                  | Lapurdi              |
| Jaxu                            | 64283        | Montaña Vasca                        | 187              | 10.65            | 18                  | Baja Navarra         |
| Juxue                           | 64285        | País de Bidache, Amikuze y Ostibarre | 206              | 15.17            | 14                  | Baja Navarra         |
| La Bastide-Clairence            | 64289        | País de Bidache, Amikuze y Ostibarre | 1016             | 23.39            | 43                  | Baja Navarra         |
| Labets-Biscay                   | 64294        | País de Bidache, Amikuze y Ostibarre | 152              | 8.79             | 17                  | Baja Navarra         |
| Lacarre                         | 64297        | Montaña Vasca                        | 171              | 4.40             | 39                  | Baja Navarra         |
| Lacarry-Arhan-Charritte-de-Haut | 64298        | Montaña Vasca                        | 126              | 23.32            | 5                   | Zuberoa              |
| Laguinge-Restoue                | 64303        | Montaña Vasca                        | 181              | 6                | 30                  | Zuberoa              |
| Lahonce                         | 64304        | Nive-Adour                           | 2236             | 9.47             | 236                 | Lapurdi              |
| Lantabat                        | 64313        | País de Bidache, Amikuze y Ostibarre | 297              | 28.86            | 10                  | Baja Navarra         |
| Larceveau-Arros-Cibits          | 64314        | País de Bidache, Amikuze y Ostibarre | 405              | 18.08            | 22                  | Baja Navarra         |
| Larrau                          | 64316        | Montaña Vasca                        | 195              | 126.80           | 1                   | Zuberoa              |
| Larressore                      | 64317        | Baïgura y Mondarrain                 | 1871             | 10.76            | 174                 | Lapurdi              |
| Larribar-Sorhapuru              | 64319        | País de Bidache, Amikuze y Ostibarre | 194              | 10.65            | 18                  | Baja Navarra         |
| Lasse                           | 64322        | Montaña Vasca                        | 322              | 14.79            | 22                  | Baja Navarra         |
| Lecumberry                      | 64327        | Montaña Vasca                        | 172              | 58.09            | 3                   | Baja Navarra         |
| L'Hôpital-Saint-Blaise          | 64264        | Montaña Vasca                        | 74               | 2.11             | 35                  | Zuberoa              |
| Lichans-Sunhar                  | 64340        | Montaña Vasca                        | 74               | 3.43             | 22                  | Zuberoa              |
| Lichos                          | 64341        | Montaña Vasca                        | 138              | 3.38             | 41                  | Bearne               |
| Licq-Athérey                    | 64342        | Montaña Vasca                        | 226              | 17.87            | 13                  | Zuberoa              |
| Lohitzun-Oyhercq                | 64345        | País de Bidache, Amikuze y Ostibarre | 195              | 17.52            | 11                  | Zuberoa              |
| Louhossoa                       | 64350        | Baïgura y Mondarrain                 | 919              | 7.38             | 125                 | Lapurdi              |
| Luxe-Sumberraute                | 64362        | País de Bidache, Amikuze y Ostibarre | 386              | 8.31             | 46                  | Baja Navarra         |
| Macaye                          | 64364        | Baïgura y Mondarrain                 | 554              | 19.75            | 28                  | Lapurdi              |
| Masparraute                     | 64368        | País de Bidache, Amikuze y Ostibarre | 228              | 8.16             | 28                  | Baja Navarra         |
| Mauléon-Licharre                | 64371        | Montaña Vasca                        | 2994             | 12.80            | 234                 | Zuberoa              |
| Méharin                         | 64375        | País de Bidache, Amikuze y Ostibarre | 267              | 12.73            | 21                  | Baja Navarra         |
| Mendionde                       | 64377        | País de Bidache, Amikuze y Ostibarre | 835              | 21.47            | 39                  | Lapurdi              |
| Menditte                        | 64378        | Montaña Vasca                        | 191              | 6.33             | 30                  | Zuberoa              |
| Mendive                         | 64379        | Montaña Vasca                        | 170              | 41.77            | 4                   | Baja Navarra         |
| Moncayolle-Larrory-Mendibieu    | 64391        | Montaña Vasca                        | 331              | 16.27            | 20                  | Zuberoa              |
| Montory                         | 64404        | Montaña Vasca                        | 298              | 20.45            | 15                  | Zuberoa              |
| Mouguerre                       | 64407        | Nive-Adour                           | 4909             | 22.57            | 218                 | Lapurdi              |
| Musculdy                        | 64411        | Montaña Vasca                        | 239              | 24.06            | 10                  | Zuberoa              |
| Ordiarp                         | 64424        | Montaña Vasca                        | 532              | 29.71            | 18                  | Zuberoa              |
| Orègue                          | 64425        | País de Bidache, Amikuze y Ostibarre | 481              | 36.43            | 13                  | Baja Navarra         |
| Orsanco                         | 64429        | País de Bidache, Amikuze y Ostibarre | 103              | 9.35             | 11                  | Baja Navarra         |
| Ossas-Suhare                    | 64432        | Montaña Vasca                        | 98               | 7.17             | 14                  | Zuberoa              |
| Osserain-Rivareyte              | 64435        | País de Bidache, Amikuze y Ostibarre | 209              | 6.56             | 32                  | Zuberoa              |
| Ossès                           | 64436        | Montaña Vasca                        | 875              | 42.38            | 21                  | Baja Navarra         |
| Ostabat-Asme                    | 64437        | País de Bidache, Amikuze y Ostibarre | 199              | 15.26            | 13                  | Baja Navarra         |
| Pagolle                         | 64441        | País de Bidache, Amikuze y Ostibarre | 286              | 15.90            | 18                  | Baja Navarra Zuberoa |
| Roquiague                       | 64468        | Montaña Vasca                        | 114              | 10.44            | 11                  | Zuberoa              |
| Sainte-Engrâce                  | 64475        | Montaña Vasca                        | 205              | 72.69            | 3                   | Zuberoa              |
| Saint-Esteben                   | 64476        | País de Bidache, Amikuze y Ostibarre | 455              | 13.71            | 33                  | Baja Navarra         |
| Saint-Étienne-de-Baïgorry       | 64477        | Montaña Vasca                        | 1576             | 69.44            | 23                  | Baja Navarra         |
| Saint-Jean-le-Vieux             | 64484        | Montaña Vasca                        | 858              | 11.64            | 74                  | Baja Navarra         |
| Saint-Just-Ibarre               | 64487        | País de Bidache, Amikuze y Ostibarre | 231              | 30.03            | 8                   | Baja Navarra         |
| Saint-Martin-d'Arberoue         | 64489        | País de Bidache, Amikuze y Ostibarre | 320              | 14.69            | 22                  | Baja Navarra         |
| Saint-Martin-d'Arrossa          | 64490        | Montaña Vasca                        | 531              | 18.43            | 29                  | Baja Navarra         |
| Saint-Michel                    | 64492        | Montaña Vasca                        | 282              | 30.30            | 9                   | Baja Navarra         |
| Saint-Palais                    | 64493        | País de Bidache, Amikuze y Ostibarre | 1858             | 7.54             | 246                 | Baja Navarra         |
| Saint-Pée-sur-Nivelle           | 64495        | Ustaritz-Valles de Nive y Nivelle    | 6252             | 65.08            | 96                  | Lapurdi              |
| Saint-Pierre-d'Irube            | 64496        | Nive-Adour                           | 4716             | 7.68             | 614                 | Lapurdi              |
| Sames                           | 64502        | Nive-Adour                           | 692              | 13.26            | 52                  | Zuberoa              |
| San Juan de Luz                 | 64483        | San Juan de Luz                      | 13431            | 19.05            | 705                 | Lapurdi              |
| San Juan Pie de Puerto          | 64485        | Montaña Vasca                        | 1553             | 2.73             | 569                 | Baja Navarra         |
| Sare                            | 64504        | Ustaritz-Valles de Nive y Nivelle    | 2596             | 51.34            | 51                  | Lapurdi              |
| Sauguis-Saint-Étienne           | 64509        | Montaña Vasca                        | 156              | 8.81             | 18                  | Zuberoa              |
| Souraïde                        | 64527        | Baïgura y Mondarrain                 | 1388             | 16.86            | 82                  | Lapurdi              |
| Suhescun                        | 64528        | País de Bidache, Amikuze y Ostibarre | 174              | 11.83            | 15                  | Baja Navarra         |
| Tardets-Sorholus                | 64533        | Montaña Vasca                        | 573              | 14.99            | 38                  | Zuberoa              |
| Trois-Villes                    | 64537        | Montaña Vasca                        | 143              | 6.39             | 22                  | Zuberoa              |
| Uhart-Cize                      | 64538        | Montaña Vasca                        | 789              | 11.66            | 68                  | Baja Navarra         |
| Uhart-Mixe                      | 64539        | País de Bidache, Amikuze y Ostibarre | 215              | 11.74            | 18                  | Baja Navarra         |
| Urcuit                          | 64540        | Nive-Adour                           | 2359             | 13.69            | 172                 | Lapurdi              |
| Urepel                          | 64543        | Montaña Vasca                        | 306              | 26.44            | 12                  | Baja Navarra         |
| Urruña                          | 64545        | Hendaya-Costa Vasca-Sur              | 9304             | 50.57            | 184                 | Lapurdi              |
| Urt                             | 64546        | Nive-Adour                           | 2200             | 18.99            | 116                 | Lapurdi              |
| Ustaritz                        | 64547        | Ustaritz-Valles de Nive y Nivelle    | 6608             | 32.75            | 202                 | Lapurdi              |
| Villefranque                    | 64558        | Nive-Adour                           | 2597             | 17.17            | 151                 | Lapurdi              |
| Viodos-Abense-de-Bas            | 64559        | Montaña Vasca                        | 737              | 12.71            | 58                  | Zuberoa              |

## Competencias
La comunidad vascofrancesa es un organismo público de cooperación intercomunal y sus recursos provienen del impuesto sobre los rendimientos del trabajo único, del sistema de contribuciones que se aplica a los residuos y asignaciones y subvenciones de diversos socios.
La comunidad tiene asignadas las siguientes competencias:

### Medioambiente
- Agua (Abastecimiento, tratamiento y distribución)
- Saneamiento colectivo
- Saneamiento no colectivo
- Recogida de residuos del hogar y asimilados
- Tratamiento de los residuos del hogar y asimilados
- Lucha contra el ruido ambiental
- Calidad de aire
- Otras

### Servicios funerarios
- Crematorio

### Servicios sanitarios y sociales
- Asistencia social facultativa
- Acción social
- Centro intercomunal de acción social (CIAS)

### Política comunal
- Dispositivos contractuales de desarrollo urbano y local, e inserción económica y social.
- Plan local para la reinserción y empleo (PLIE)
- Contrato urbano de cohesión social (CUCS)
- Renovación urbana (ANRU)

### Dispositivos locales de prevención de la delincuencia
- Consejo intercomunal de seguridad y de prevención de la delincuencia.
- Contrato local de seguridad en el transporte.

### Desarrollo y organización económica
- Creación, organización, mantenimiento y gestión de zonas de actividades industriales, comerciales, terciarias, artesanales y turísticas.
- Acción de desarrollo económico, con apoyo a la actividad industrial, comercial, de empleo, agrícola y forestal.

### Desarrollo y organización sociocultural
- Construcción, organización, mantenimiento y gestión de equipamientos y/o establecimientos culturales, socioculturales y socioeducativos.
- Actividades extraescolares
- Actividades culturales y socioculturales
- Actividades deportivas

### Esquema de coherencia territorial (SCOT)
- Esquema sectorial
- Plan local de urbanismo
- Creación y realización de zonas de acción concertada (ZAC)
- Creación de reservas territoriales
- Organización del transporte urbano
- Transporte escolar
- Organización del transporte no urbano
- Estudio de un programa de organización grupal y sectorización urbanística.
- Planes urbanos de movilidad
- Estudios y programación

### Servicio de vías públicas
- Creación, organización y mantenimiento de vías públicas y su servicio.
- Aparcamientos

### Desarrollo turístico
- Turismo

### Vivienda y hábitat
- Programa local del hábitat
- Política de vivienda social
- Política de vivienda no social
- Acción de ayuda a las viviendas de habitantes desfavorecidos
- Mejoramiento del hábitat.
- Mejoramiento de parque inmobiliario de interés comunitario
- Derecho de tanteo urbano (DPU) para la puesta en marcha de la política comunitaria de equilibrio social del hábitat.
- Otros

### Infraestructuras
- Puertos
- Vías navegables
- Mataderos, mercados de abastos y mercados de interés nacional, plazas, etc.

### Otros
- Prefiguración y funcionamiento del país
- Gestión del personal Policial, municipal y guardia forestal.
- Adquisición general de material.
- NTIC (Internet, cable).
- Realización de áreas de acogida y de paso para gentes de paso.
- Otros.